# Grote mosboorder
De grote mosboorder (Batia lambdella) is een vlinder uit de familie sikkelmotten (Oecophoridae). De wetenschappelijke naam is voor het eerst geldig gepubliceerd in 1793 door Donovan.
De soort komt voor in Europa.